# مدافع نافارون
مدافع نفارون هي رواية من تأليف الكاتب الإسكتلندي ألاستير ماك لين، تدور أحداثها في اليونان خلال الحرب العالمية الثانية. تتمحور قصة الرواية حول مجموعة من الجنود الإنكليز الذين يسعون لاختراق خطوط الدفاع الألمانية في جزيرة يونانية تسمى نفارون تقع قبالة الساحل التركي، وتتمركز عليها مدفعية ضخمة تهدد سفن الحلفاء التي تحاول الاقتراب. يشابه اسم الجزيرة اسم البلدة الإغريقية نفارون، غير أنها جزيرة خيالية ليس لها وجود في الواقع، وجميع أحداث القصة مختلقة. وعلى الرغم من ذلك فإن أحداث القصة مبنية على أحداث معركة حقيقية وقعت خلال الحرب العالمية الثانية، هي معركة ليروس، وهي جزيرة كانت تحصُّنها ضد السفن البحرية بعض أكبر مدافع الحرب العالمية الثانية. نشرت دار القاموس الحديث اللبنانية ترجمة عربية للرواية باسم «مدافع نفارون» في سنة 1970.

## القصة
يبدأ الفصل الأول من الرواية عندما يُستَدعى النقيب كيت مالوري (بطل القصة) إلى اجتماع طارئ في أحد المطارات العسكرية للحلفاء بمصر، حيث يلتقي بالمقدم جيمس جنسن من البحرية الملكية البريطانية، الذي يريد أن يوكل إليه مهمة عسكرية. وسرعان ما تهبط في المطار طائرات عائدة من محاولة فاشلة لغارة جوية على نفارون، حيث تتمركز المدفعية الإيطالية الضخمة التي يخشاها الحلفاء، ويتبيَّن - بعد أن يروي الطيارون قصة غارتهم الفاشلة - أن المقدم جنسن يريد من مالوري قيادة فرقة هدفها التخلص من هذه المدفعية، وعليه عمل ذلك خلال ثلاثة أيام قبل أن يبدأ الألمان هجوماً سيبيد 1,200 جندي إنكليزي محاصرين بجزيرة يونانية اسمها كيروس.
بعد ذلك يذهب مالوري مع جنسن إلى مدينة الإسكندرية، حيث يلتقيان برجل هرب من نفارون إبان الحرب يدعى أوجين ملاكوس، وهو الذي يمدهم بالمعلومات والخرائط التي يحتاجونها لتنفيذ المهمة، ويدلهما على اثنين من أصدقائه في نفارون قادرين على مساعدتهم عندما يصلون إلى هناك. يقلع مالوري على متن طائرة بريطانية إلى جزيرة قبرص، ويلتقي عليها أخيراً أعضاء فرقته الأربعة، وهم كالتالي:
- أندريا: من أصدقاء مالوري القدامى، وهو ملازم عمل تحت إمرته مدة سنة ونصف في إقريطش، وهو رجل يوناني قويّ يتقن اللغة اليونانية جيداً جداً.
- دستي ميلر: رقيب أمريكي من أصل إيرلندي، تطوع للقتال مع قوات الحلفاء في اليونان خلال الحرب العالمية الثانية، ثم ذهب - بعد سقوط اليونان بأيدي الألمان - إلى ليبيا واستمرَّ بالقتال فيها ضد الألمان.
- أندريو ستيفنس: متسلق جبال وخبير متفجرات، يتميز بإتقانه الجيد للغة اليونانية، وخبرته في المجالات التقنية المختلفة.
- كيسي براون: ملازم أول في فرقة الاتصالات الهاتفية، وهو ذو خبرة بالمواصلات والميكانيكا.

بعد أن تصل الفرقة إلى قبرص يعطي مالوري رجاله تفصيلاً دقيقاً عن مهتمتهم وطريقة تنفيذها، ويكتشف في أثناء ذلك وجود جاسوس يعمل لصالح الألمان يتجسس عليهم، فيقبضون عليه ويسلّمونه إلى قوات الحلفاء في الجزيرة. وبعدها تُؤمَّن للفرقة سفينة يقلعون على متنها باتجاه سواحل نفارون. أثناء الإبحار تعترض طريقهم سفينة ألمانية، غير أنهم ينجحون بقتل رجالها وإغراق سفينتهم.
عندما تقترب السفينة من نفارون، تقابل برج مراقبة ألماني محصناً بالمدافع. فيوقفها رجاله وعددهم ثلاثة، غير أن أندريا ينجح بالتغلب عليهم وحجزهم في قبو، بعد أن يكونوا قد أبلغوا قيادتهم ببرقية عن وجود سفينة غريبة في الأرجاء، وتدخل الفرقة في سباق مع الوقت لبلوغ نفارون قبل أن يدركها الألمان. وفي آخر الأمر، تصل الفرقة إلى نفارون بعد أن تنجوا بأعجوبة من عاصفة عنيفة. يتسلَّق الرجال الصخور بصعوبة بالغة إلى الجزيرة، لكن عندما يصلون إلى الأعلى يفاجؤون بوجود خفير ألماني، فيتمكن مالوري وأندريا من قتله معاً، لكن سرعان ما يرن الهاتف المخصص لتواصله مع رافقه، ويقرر مالوري عدم الرد، فيأتي رفاق الجندي لتفقد الأمر. في هذه الأثناء يصل ستيفنس بصعوبة إلى منحدر قرب القمة وهو مصاب بجروح بليغة، ويضطرون إلى تركه، فيظنّ الألمان عند وصولهم أنه الخفير، فيذهبون لإحضار المساعدة، وهكذا تنتشل الفرقة ستيفنس ويفرون بعيداً ويختبئون في أحد كهوف نفارون.
تتدهور حالة ستيفنس الصحية جرَّاء جراحه، فيذهب مالوري وميلر لإحضار المساعدة، في الأثناء التي يبدأ فيها الألمان بإجراء تفتيش دقيق للجزيرة بحثاً عن المتسللين. وعندما يدخل مالوري وميلر أحد أكواخ الأهالي في قرية مرغريتا (إحدى قرى الجزيرة)، يصادفان لوكي وبناييس، وهما الشخصان اللذان دلَّهم عليهم ملاكوس وأخبرهم أنهما سيمدان إلى الفرقة يد المساعدة في تحقيق مهمتها. يذهب ميلر وبناييس لإحضار المساعدة الطبية للجريح، فيما يعود لوكي مع مالوري إلى الكهف.
يستيقظ أعضاء الفرقة صباح اليوم التالي، متفاجئين بمداهمة الجنود الألمان لهم. ويتبين بعد أن يُقبَض عليهم ويُقيَّدوا أن الألمان كانوا على علم بكافة تحركاتهم، ويؤخذون إلى معسكر قرب قرية مرغريتا، حيث يستقلبهم النقيب سكودا المسؤول عن المعسكر. ثم يتمكنون من الإفلات بصعوبة بعد تمثيلية يقوم بها أندريا، ويقتلون بعض الألمان - بما في ذلك النقيب سكودا - ويأسرون الآخرين، ثم يفرّون من القرية. بعد ذلك يختبئون في حرج من أشجار الخرنوب، غير أن سرباً من طائرات شتوكا الألمانية تداهمهم وتقصف المكان، ويدخلون في مطاردة طويلة مع الألمان قبل أن يصلوا إلى مدينة نفارون عبر ممرات ومغارات جبلية، وخلال ذلك يتركون ستيفنس وراءهم بعد أن تكون جراحه قد اشتدَّت، حيث يقرر البقاء لتأخير الألمان. في اليوم التالي تستعدّ الفرقة لمغادرة منزل مهجور سكنته في نفارون، نحو قصر قديم بالمدينة يسمى فيغوس. غير أن مالوري وميلر وبناييس ينفصلون قبل بداية الرحلة عن بقية أعضاء المجموعة، وخلال الطريق إلى القصر، يكشف ميلر لمالوري عن أن بناييس كان خائناً وعميلاً للألمان، وأن الألمان عرفوا بكل تحركاتهم بسببه، ثم يقتله بناءً على ذلك. وبعد ذلك يذهب ميلر ومالوري إلى قصر فيغوس، حيث يحرران رفاقهم الذين أسروا بسبب خيانة بناييس. ثم يعودون جميعاً إلى نفارون.
يتسلل مالوري وميلر مساء الليلة الأخيرة إلى قلعة نفارون متنكرين بزيّ جنديَّين ألمانيين، فيما يقوم أندريا وبرون ولوكي بلفت انتباه الجنود الألمان بشن الهجمات وإضرام الحرائق وإثارة الفوضى. يصل مالوري وميلر إلى المدفعين الضخمين أخيراً بعد قتل عدد من الحراس، وهناك يلغّمان المكان بالمتفجرات، ويفران إلى المرفأ. وهناك يلتقيان بباقي رفاقهما، ويبحرون على متن سفينة المراقبة الخاصة بالقائد الألماني لنفارون. وأخيراً، تنتهي الرواية وهم ينظرون من على متن سفيتنهم إلى مدافع نفارون وهي تنسف بالمتفجرات، وقد انتهت مهمتهم بنجاح.